# هتش (مجارستان)
هتش (به مجاری:  Hetes) یک منطقهٔ مسکونی در مجارستان است که در ناحیه کاپوشوار واقع شده‌است. هتش ۲۶٫۶۳ کیلومتر مربع مساحت و ۱٬۲۰۷ نفر جمعیت دارد.